# Brazzers
Brazzers er et canadisk pornostudie med hovedkvarter i Montreal, Canada. Brazzers' ejer 31 hardcore porno-hjemmesider. Deres slogan er “The World's Best HD Porn Site!”. Ifølge Alexa er Brazzers.com den 952 mest besøgte side på internettet (september 2018)

## Priser
- AVN Awards 2009 – Best Adult Website[5]
- AVN Award 2009 – Best New Video Production Company[kilde mangler]
- AVN Award 2009 – Best Big Bust Release (Big Tits at School)[kilde mangler]
- XBIZ Award 2009 – Affiliate Program of the Year[6]
- AVN Award 2010 – Best Big Bust Series (Big Tits at School)[7]
- AVN Award 2011 – Best Membership Site Network[8]
- AVN Award 2011 – Best Big Bust Series (Big Tits at School)[8]
- AVN Award 2011 – Best Vignette Release (Pornstar Punishment)[9]
- AVN Award 2012 – Best Big Bust Series[10]
- AVN Award 2012  – Best Membership Website[10]
- XBIZ Award 2013 – nomineret – Vignette Release of the Year (Big Tits in Sports Vol 9 and Day With a Pornstar); Vignette Series of the Year (Big Tits in Sports and MILFs Like it Big); All-Girl Series of the Year (Hot and Mean)[11]
- XBIZ Award 2014 – Studio Site of the Year (Brazzers.com)[12]
- XBIZ Award 2015 – Adult Site of the Year – Multi-Genre (Brazzers.com)[13]
- XBIZ Award 2016 – Adult Site of the Year – Video (Brazzers.com)[13]
- AVN Award 2016 – Best Foreign Feature - The Doctor[14]
- AVN Award 2016 – Best Director (Foreign Feature) - Dick Bush, The Doctor[14]
- AVN Award 2016 – Best Sex Scene in a Foreign-shot Production - Victoria Summers & Danny D., The Doctor[14]
- XBIZ Award 2017 – Best Art Direction for Storm of Kings[13]
- AVN Award2018  – Best Membership Site Network[15]